# Berenike I.

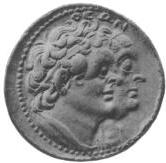
Kopf von Ptolemaios II. und Berenike I.

Berenike I. (altgriechisch Βερενίκη Bereníkē, * um 340 v. Chr.; † vor 268 v. Chr.) war eine adlige Makedonin, die in zweiter Ehe den Diadochen und späteren ägyptischen König Ptolemaios I. heiratete, von dem sie Mutter der Arsinoë II. und des Ptolemaios II. wurde.

## Leben
Berenike I. stammte wie ihr späterer Gatte Ptolemaios I. aus der makedonischen Landschaft Eordaia. Sie war die Tochter der Antigone und somit eine Großnichte des makedonischen Feldherrn Antipater. Ihr ansonsten unbekannter Vater hieß wohl Magas.
Zuerst ging Berenike eine Ehe mit einem ebenso unbekannten Makedonen namens Philippos ein, der laut Pausanias niedriger Abkunft gewesen sei und durch den sie Mutter des späteren Königs Magas von Kyrene sowie der Antigone, der späteren ersten Frau des Königs Pyrrhos I. von Epirus, und weiterer Töchter wurde, zu denen wohl Theoxene gehörte.
Das Todesjahr von Berenikes erstem Gatten ist unbekannt, aber jedenfalls begab sie sich um 320 v. Chr. im Gefolge der mit ihr verwandten Eurydike, der Tochter des Antipater, nach Ägypten. Der Grund für Eurydikes Reise in das Nilland war, dass sie als Braut des  Ptolemaios I., des ehemaligen Generals Alexanders des Großen und nunmehrigen Satrapen Ägyptens, ausersehen war. Obwohl Eurydike dem Ptolemaios I. mehrere Kinder gebar, ging dieser bald (um 317 v. Chr.) eine Liaison mit Berenike ein und nahm sie möglicherweise auch bereits damals zu seiner weiteren Gattin. In der Folge hatte Berenike mit Ptolemaios I., der die Dynastie der Ptolemäer begründete und 305/304 v. Chr. den Königstitel annahm, wenigstens drei Kinder: Um 316 v. Chr. brachte sie ihre Tochter Arsinoë II. zur Welt, 308 v. Chr. ihren Sohn Ptolemaios (II.), während ihre Tochter Philotera wohl ihr zweites Kind von Ptolemaios I. war und zwischen 315 und 309 v. Chr. geboren worden sein dürfte.
Die rechtliche Stellung Berenikes im Verhältnis zu Eurydike ist unklar. Jedenfalls wurde Berenike aber Ptolemaios’ Lieblingsfrau. So beschreibt etwa der Biograph Plutarch die Situation für etwa das Jahr 299 v. Chr. so, dass Berenike damals unter den Gattinnen Ptolemaios’ I.  die einflussreichste, tugendhafteste und geistreichste gewesen sei. Die Präferenz des ägyptischen Königs für Berenike dürfte denn auch der maßgebliche Grund dafür gewesen sein, dass er Eurydikes Sohn Ptolemaios Keraunos zugunsten von Berenikes Sohn Ptolemaios (II.) in der Sukzession überging. Auch Berenikes Kinder aus deren erster Ehe fanden Berücksichtigung: Magas wurde um 300 v. Chr. Statthalter von Kyrene und Antigone um 299/98 v. Chr. Gattin des Königs Pyrrhos von Epirus. Nachdem Eurydike um 287 v. Chr. aus Ägypten abgereist war, wurde Ptolemaios II. 285/84 v. Chr. Mitregent seines Vaters und damit definitiv  Thronfolger.
Es ist bezeugt, dass Berenike in einem unbekannten Jahr (vielleicht 284 v. Chr.) bei Olympischen Spielen das Wagenrennen gewann. Sie überlebte Ptolemaios I. und starb wahrscheinlich im Zeitraum zwischen 279 und 274 v. Chr., jedenfalls aber vor 268 v. Chr.
Ptolemaios II. benannte den neu gegründeten Hafen Berenike am Roten Meer nach ihr. Auch der Name der Stadt Berenike in Epirus, die König Pyrrhos gründete, geht auf sie zurück. Ferner ließ Ptolemaios II. Tempel für seine Eltern in ganz Ägypten errichten – so ist ein Berenikeion in Alexandria schon um 275 v. Chr. belegt – und befahl nach Berenikes Tod, ihr und seinem Vater göttliche Ehren als Theoi Soteres (= „Rettergötter“) zukommen zu lassen. Diesen Kult schloss der König Ptolemaios IV. 215/214 v. Chr. dem Kult des vergöttlichten Alexander an.
Berenike I. war die Großmutter des Ptolemaios III., nach dessen Gattin Berenike II. das gleichnamige Sternbild benannt ist.